# Кристина Враменцалиева
Кристина Враменцалиева е българска национална състезателка по тенис на маса.

## Биография
Родена е в град Стамболийски на 24 юли 1998 г.
Тя е сред най-успешните състелизатели по тенис на маса в България. Дебютира в националния отбор през 2016 година. Тя е дългогодишна членка на националния отбор на България в някои от най-големите форуми в света, сред които е световното първенство в Швеция през 2018 г.
От 2020 г. се състезава за германския отбор „Танхаузен“. Участва в световни и олимпийски квалификации.